# Дражевич, Драгомир
Драгомир Дражевич (серб. Драгомир Дражевић; 14 ноября 1887, Дренова — 22 июля 1943, Омерович-Воде) — югославский сербский солдат и политик, участник обеих Балканских и мировых войн, Народный герой Югославии.

## Биография

### Ранние годы
Родился 14 ноября 1887 в деревне Дренова около Горни-Милановаца в бедной крестьянской семье. Окончил начальную школу в деревне Савинац (ныне Шарани). Учился на портного (абаджию) в Горни-Милановаце. В молодости вступил в Сербскую социал-демократическую партию и вошёл в состав Синдикального вече в 1910 году. С 1912 года председатель отделения партии в Горни-Милановаце, участвовал в конгрессе партии. Был инициатором множества забастовок и проведения первомайских рабочих демонстраций. Сражался на фронтах обеих Балканских войн против турок и болгар, отличился в Первой мировой войне.

### В Королевстве Югославии
После окончания Первой мировой войны Дражевич стал одним из лидеров рабочего движения в Горни-Милановаце и в 1919 году вступил в образованную Коммунистическую партию Югославии, став руководителем её ячейки в городе. При его стараниях стала выходить газета «Раднички новине» (серб. Рабочие новости). В 1920 году он был избран делегатом на Вуковарском конгрессе, в августе 1920 года на выборах прошёл в скупщину общины от Коммунистической партии, а также стал кандидатом Коммунистической партии в Учредительную скупщину от местечка Таково.
В 1921 году Коммунистическую партию запретили, а Драгомир был арестован полицией и пробыл в тюрьме 5 месяцев. В его доме обнаружили нелегальные печатные материалы. После образования Независимой рабочей партии Югославии Дражевич стал председателем её отделения в Горни-Милановаце, но в 1924 году опять попался в руки полиции, а в его доме снова состоялся обыск. Из-за постоянного давления со стороны полиции Драгомир не мог прокормить свою семью, в которой было девять детей; тем не менее, свою деятельность он возобновил благодаря связям с партийными деятелями в Чачаке. Во время диктатуры 6 января после каждой забастовки полиция вынуждена была проводить обыски и аресты не только в доме Дражевича, но и в домах его соратников.

### Народно-освободительная война
В преддверии начала Второй мировой Дражевич вступил в Народный фронт Югославии и организацию «Красная помощь», занимаясь бесплатной раздачей книг, помощью молодёжи, её обучением военному делу и вовлечением в спорт. С 1941 года Драгомир был в партизанском движении, войдя в состав Военно-революционного комитета в Таково. Его трое детей Бранко, Милош и Душан вступили в ряды Таковского батальона Чачакского партизанского отряда имени доктора Драгишы Мишовича. В декабре 1941 года Драгомир выбрался в Санджак, откуда перешёл в Боснию. 1 марта 1942 после образования 2-й пролетарской ударной бригады вступил в 3-ю таковскую роту 2-го чачакского батальона и принял боевое крещение. В битвах при Бориках в 1942 году Дражевич был ранен в грудь, но быстро поправился и вернулся в роту.
22 июля 1943 Драгомир Дражевич погиб в результате авианалёта под Омерович-Водами около Озрена. На войне погибли и трое его сыновей.
20 декабря 1951 Драгомиру Дражевичу посмертно присвоены Орден и звание Народного героя Югославии.